# Зубастики атакуют
«Зубастики атакуют» (англ. Critters Attack!) — американский фантастический комедийный фильм ужасов 2019 года, пятый фильм серии, начатой фильмом «Зубастики», снятый режиссёром Бобби Миллером.

## Сюжет
Дрея решает поработать няней в доме преподавателя университета, в который собирается поступать. Вместе со своим младшим братом Филиппом и двумя детьми-подростками она отправляется в ближайший лес на прогулку, где оказываются и прилетевшие накануне зубастики. Вскоре события начинают развиваться по знакомому сценарию.

## В ролях
- Ташиана Вашингтон — Дрея
- Ди Уоллес — Тётя Ди
- Джайден Ноэль — Филипп
- Джек Фалтон — Джейк
- Ава Престон — Трисси
- Леон Глингман — Рейнджер Боб
- Ваш Синг — Кевин Лунг
- Таня Ван Граан — Профессор Лейси
- Стивен Блум — Голоса зубастиков

## Критика
Фильм получил неоднозначные отзывы. На сайте агрегаторе рецензий Rotten Tomatoes рейтинг одобрения составил 41% на основе 17 обзоров. Джо Липсет из Bloody Disgusting дал фильму 2 балла из 5, заявив, что «пятый фильм страдает от мягкого состава персонажей, плохого темпа и, что наиболее важно, отсутствия манерного веселья».

## Интересные факты
В фильме вновь появляется актриса Ди Уоллес, сыгравшая мать семейства в первой части картины.